# Collyriclum
Genre
Collyriclum est un genre de vers trématodes, de la famille des Collyriclidae.

## Liste des espèces
Deux espèces sont reconnues :
- Collyriclum colei Ward, 1917
- Collyriclum faba (Bremser in Schmalz, 1831)